# SPT-CL J2349-5638
SPT-CL J2349-5638 è un protoammasso di galassie situato prospetticamente nella costellazione della Fenice, la cui luce ha percorso oltre 12 miliardi di anni luce per giungere sino alla Terra. È stato individuato con l'utilizzo dei radiotelescopi Atacama Large Millimeter/submillimeter Array (ALMA)) e Atacama Pathfinder Experiment (APEX) situati nel deserto di Atacama in Cile.
La scoperta di SPT-CL J2349-5638 pone nuovi interrogativi sui meccanismi di formazione degli ammassi di galassie che si riteneva potesse avvenire non prima di tre miliardi di anni dopo il Big Bang. Questo ammasso si è formato invece molto prima, approssimativamente quando l'Universo aveva circa un decimo dell'età attuale.
Le galassie che lo compongono sono del tipo starburst con una elevatissima attività di formazione stellare, di migliaia di stelle ogni anno (in confronto la nostra Via Lattea forma una sola stella per anno).
Inoltre sono stati osservati colossali fenomeni di interazione tra galassie, costituite anche da mega-fusioni di dieci galassie.
Non sono ancora noti i meccanismi con i quali ammassi di questo tipo si sono formati così precocemente nella storia dell'Universo.